# 피아트 크로마
피아트 크로마(FIAT Croma)는 1985년부터 1996년(리프트백), 2005년부터 2010년(스테이션 왜건)까지 생산되었던 피아트의 승용차이다.

## 1세대 (1985~1996)

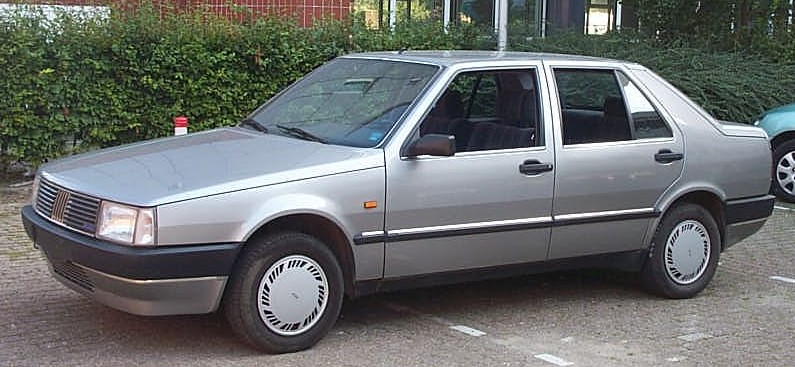
1989년식 FIAT Croma 1세대 초기형

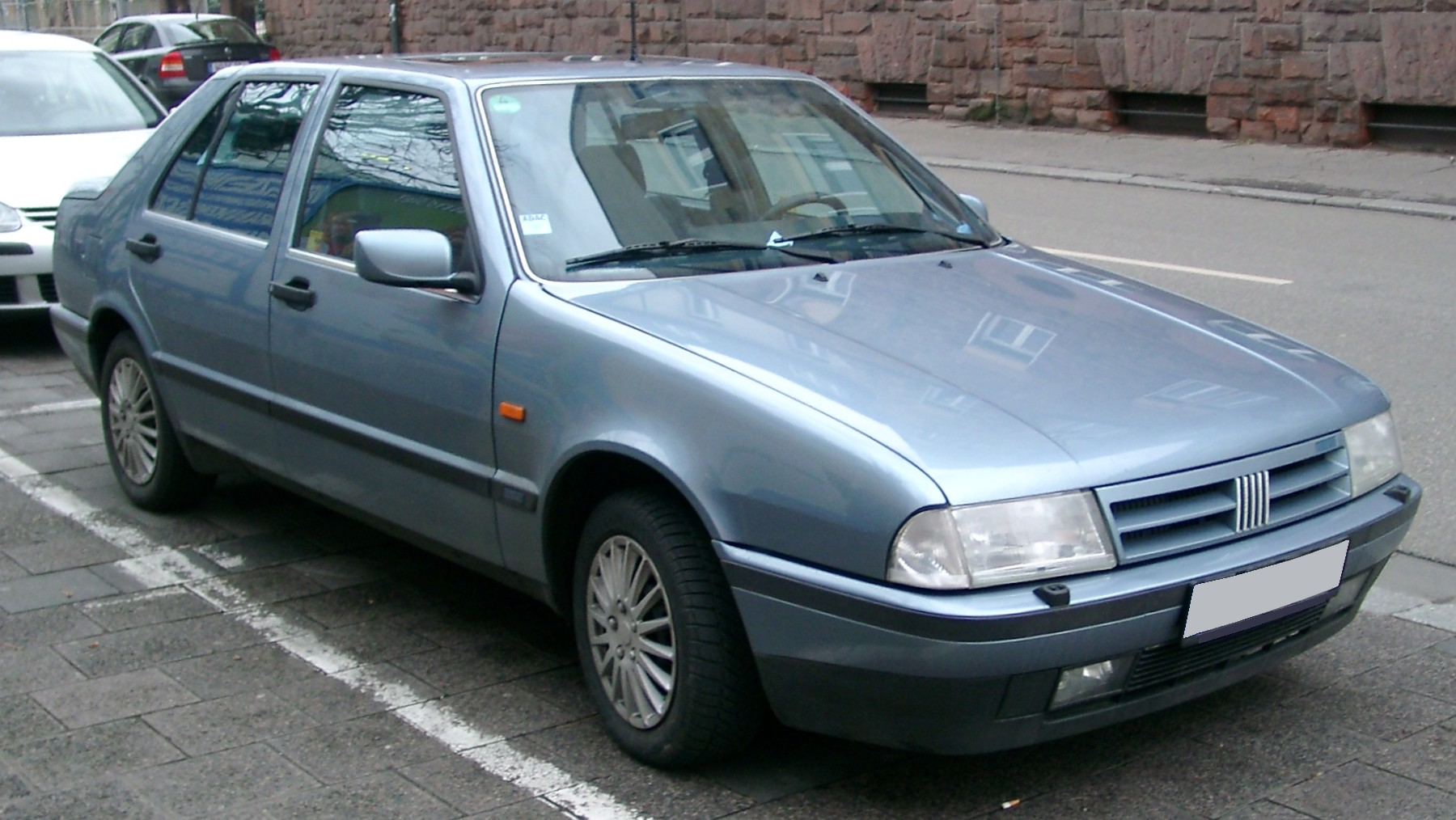
1991년식 FIAT Croma 1세대 후기형

피아트 크로마 1세대는 1985년 12월 피아트 아르젠타의 후속으로 출시되었다. 5도어 리프트백 형태의 전륜구동 차량이며 이탈디자인의 조르제토 주지아로가 디자인했다. 사브 9000, 란치아 테마, 알파 로메오 164와 플랫폼을 공유한다. 1987년 1차 페이스리프트 모델이 프랑크푸르트에서 공개되었으며, 후미등 사이의 검정 플라스틱, 차체 색상으로 도색된 범퍼 하단, 투명한 방향지시등이 적용되었다. 1991년 2차 페이스리프트 모델이 공개되었으며, 새 전면부 디자인, 변경된 등화류, 범퍼, 그릴, 윙 및 보닛에 사용된 철판 소재 변경이 이루어졌다. 1991년부터는 직분사 디젤 엔진에 가변 형상 터보차저(VGT)가 적용되었고, 1993년에도 부분적 페이스리프트가 이루어졌다.
피아트 크로마 1세대의 가솔린 엔진은 1.6L, 2.0L CHT, 2.0L 직분사 트윈캠, 2.0L 터보, 알파 로메오제 2.5L V6 엔진이 탑재되었다. 알파 로메오제 2.5L V6 엔진은 1.6L 엔진과 함께 한정 생산되었으며 2.0L CHT 엔진은 직경이 다른 두 개의 개별 입구 매니폴드로 경/중부하에서 낮은 연료 소비가 되도록 설계되었다. 디젤 엔진의 경우 직분사와 터보가 적용된 1.9L, 2.5L 엔진이 탑재되었다.
승용차 중 최초로 직분사 디젤엔진이 탑재된 차량이었으며 가솔린 모델은 1985년, 디젤 모델은 1988년부터 판매가 시작되었다. 1996년 12월에 단종되었으며 2005년에 2세대가 출시되기 전까지 피아트의 중형차 라인업은 비어 있었다.

## 2세대 (2005~2010)

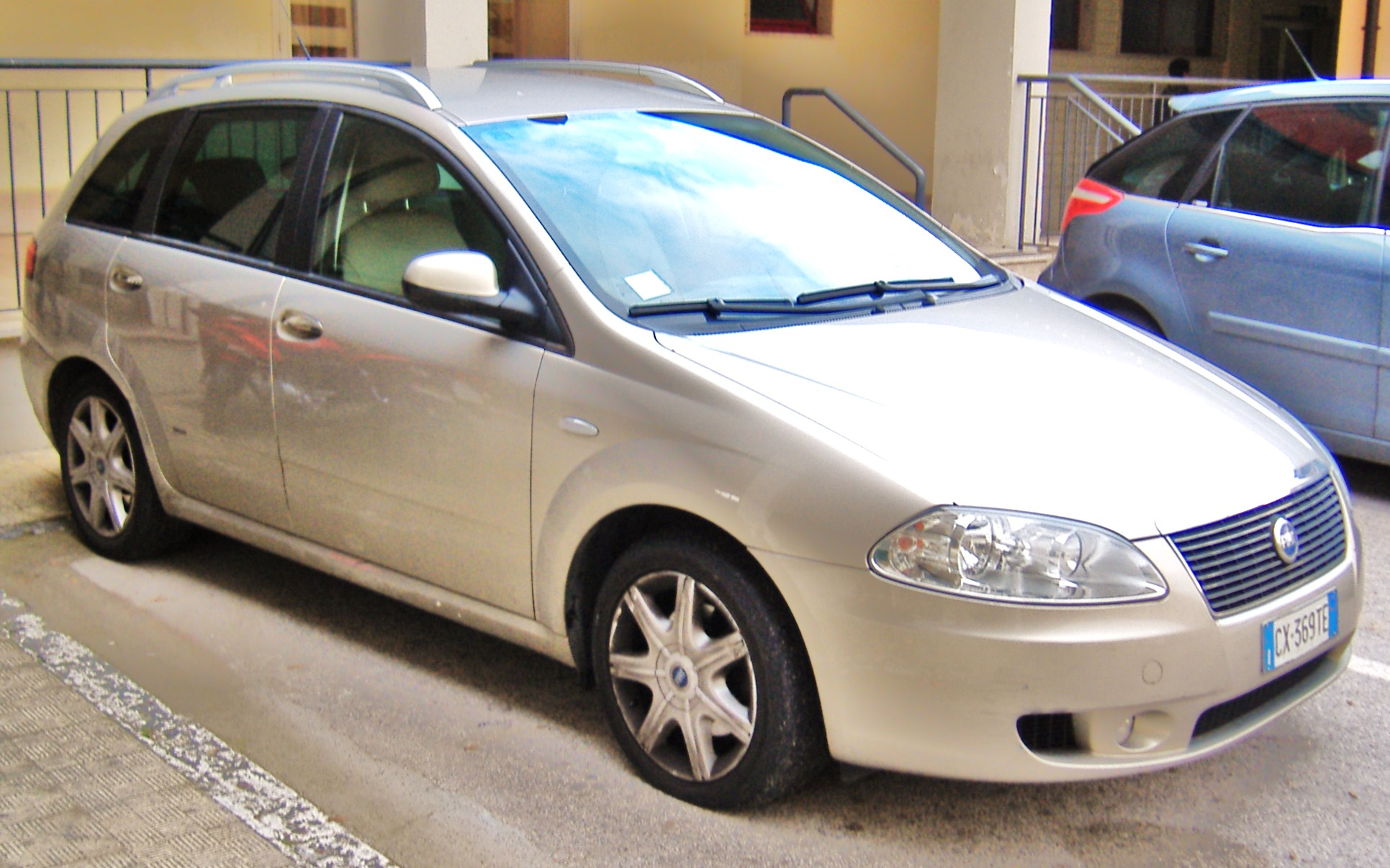
2006년식 FIAT Croma 2세대 초기형

피아트 크로마 2세대는 2005년 피아트 크로마 1세대의 후속 모델로 출시되었다. 중형 크로스오버 왜건 형태의 전륜구동 차량이며 익스테리어는 조르제토 주지아로가 디자인했고, 섀시는 GM의 것을 사용했다. 2세대 크로마는 GM 입실론 플랫폼 확장형을 기반으로 사브 9-3, 오펠 벡트라와 플랫폼을 공유한다.
이탈리아에서는 2005년 6월부터 판매가 시작되었고 2005년 제네바 모터쇼에서도 전시되었다. 피아트는 이전 모델의 이미지 부족을 개선하고자 일반적인 중형차 대신 스테이션 왜건과 대형 미니밴의 요소가 합쳐진 '컴포트 왜건' 을 개발했다.
2007년에는 페이스리프트 모델이 '누오바 크로마'라는 명칭으로 공개되었으며, 피아트 브라보와 비슷한 새 그릴, 뒷 범퍼, 내장재 소재 변경이 이루어졌다. 피아트는 해당 모델부터 '컴포트 왜건' 대신 '스테이션 왜건'으로 부르기 시작했는데 누오바 크로마는 영국을 제외한 유럽 본토에서만 판매되었다.

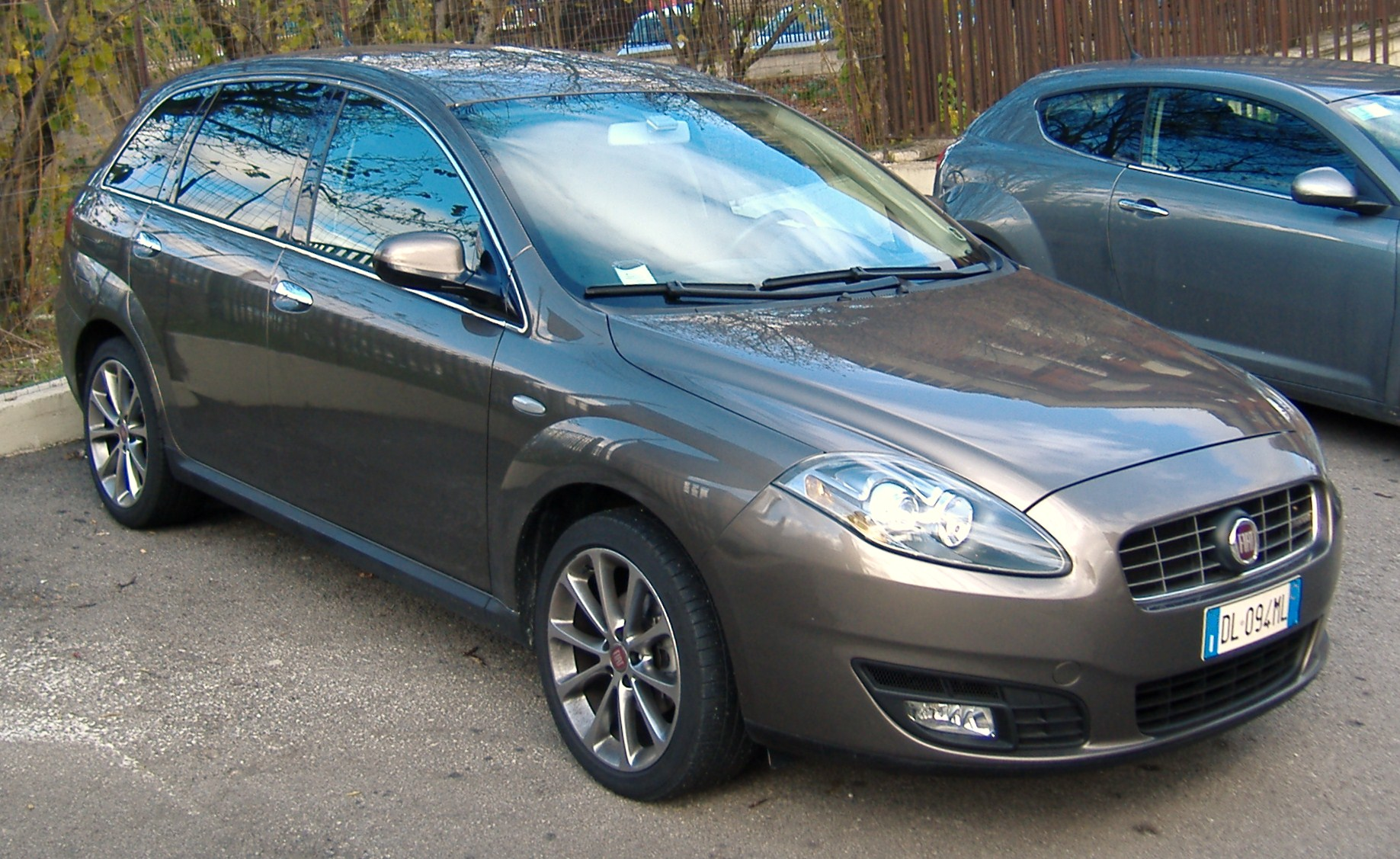
2009년식 FIAT Croma 2세대 후기형

피아트 크로마 2세대의 가솔린 엔진은 오펠에서 공급받았으며 GM 패밀리 1 에코텍 1.8L, L850 에코텍 2.2L 엔진이 탑재되었다. 디젤 엔진은 자사의 멀티젯 엔진이 탑재되었으며 1.9L 8밸브, 1.9L 16밸브, 직렬 5기통 2.4L 20밸브 엔진이 6단 수동/자동 변속기에 탑재되었다.